# Aleksandr Hudiakov
Aleksandr Alekseevici Hudiakov (în rusă Александр Алексеевич Худяков; n. 18 aprilie 1906, Nogushi⁠(d), Zlatoustovsky Uyezd⁠(d), gubernia Ufa⁠(d), Imperiul Rus – d. 6 aprilie 1944) a fost un militar sovietic, care a luptat în Marele Război pentru Apărarea Patriei, a fost conducător de tanc în cadrul Batalionului 2 Tancuri (Brigada 45 Tancuri de Gardă, Corpul 11 Tancuri de Gardă, Armata 1-a Tancuri de Gardă, Frontul I Ucrainean) și a fost distins cu titlul de Erou al Uniunii Sovietice (post-mortem, 1945).

## Biografie
Aleksandr Hudiakov s-a născut la 18 aprilie 1906 în satul Noguși (aflat acum în raionul Belokatai al Republicii Bașkortostan), în familia unui muncitor de naționalitate rusă. A absolvit șapte clase. A locuit și lucrat în regiunea Celiabinsk: la ferma tatălui său și apoi la un colhoz (din 1930), iar din 1936 a fost responsabilul cantinei Aerodromului Central din Moscova.
În iulie 1941 a fost încorporat în Armata Sovietică de către Biroul de Evidență Militară și Înrolare al raionului Uhtomski din regiunea Moscova. A servit ca mecanic de tanc în Batalionul 2 Tancuri (Brigada 45 Tancuri de Gardă, Corpul 11 Tancuri de Gardă, Armata 1-a Tancuri de Gardă, Frontul I Ucrainean).
El a fost primul militar sovietic care a traversat râul Nistru la 26 martie 1944 în apropierea satului Usteciko din raionul Zalișciîkî (raionul Ternopil), iar la 28 martie 1944 a traversat, alături de echipajul tancului pe care îl conducea, râul Prut în apropierea satului Hlinița din raionul Cozmeni (regiunea Cernăuți) și a luat parte la luptele pentru ocuparea orașului Cernăuți. A murit pe 6 aprilie 1944 într-una din luptele pentru ocuparea orașului Cernăuți și a fost înmormântat într-o groapă comună în satul Koșîlivți din raionul Zalișciîkî (regiunea Ternopil).
Prin decretul prezidiului Sovietului Suprem al URSS din 26 aprilie 1944, sergentul major de gardă Aleksandr Alekseevici Hudiakov i s-a acordat post-mortem titlul de Erou al Uniunii Sovietice pentru „îndeplinirea exemplară a misiunilor de luptă ale comandamentului și pentru curajul și eroismul dovedit în același timp”.

## Fapte de vitejie

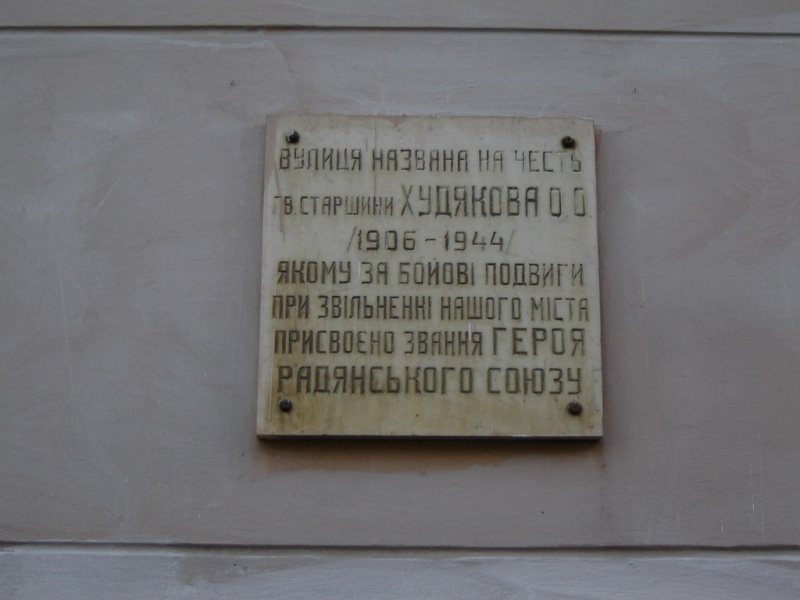
Placă memorială în cinstea lui A.A. Hudiakov în orașul Cernăuți

Sergentul major de gardă A.A. Hudiakov s-a remarcat în special în timpul traversării râurilor Nistru și Prut, precum și în timpul capturării orașului Cernăuți.
Faptele de eroism ale lui A.A. Hudiakov au fost menționate în propunerile sale de decorare: „La 25 martie 1944, batalionul, aflat în urmărirea inamicului, s-a îndreptat spre râul Nistru, iar primul care a ajuns la râu a fost un tanc, al cărui mecanic, sergentul major de gardă Hudiakov, s-a angajat într-o luptă pentru trecere. Echipajul a distrus în lupta pentru trecere: tunuri - 1, mortiere - 3, autovehicule - 6 și până la 30 de mitraliori. Tovarășul Hudiakov a fost primul care a traversat râul Nistru și a intrat în lupta pentru ocuparea unui cap de pod pe malul drept al râului, în urma căreia a distrus: tancuri - 2, autovehicule - 3 și până la 60 de mitraliori inamici...
Bazându-se pe succesul ofensivei batalionului, tovarășul Hudiakov a fost primul care a trecut râul Prut la 28.03.44... și s-a angajat în bătălia pentru orașul Cernăuți. În bătălia pentru orașul Cernăuți din 28.03.44, tovarășul Hudiakov și echipajul său au distrus 2 mortiere, 5 mitraliere și până la 20 de mitraliori... La 29.03.1944 a fost primul care a pătruns în orașul Cernăuți. În timpul capturării Cernăuților, Hudiakov însuși a distrus 2 tunuri, un tanc, 4 mitraliere și până la 45 de naziști...”.

## In memoriam
Câte o stradă din orașele Niazepetrovsk (regiunea Celiabinsk, Rusia) și Cernăuți (Ucraina) au primit numele eroului și au fost instalate acolo plăci comemorative. Strada din Cernăuți a revenit în 2014 la denumirea sa istorică - Pocitovaia.

## Decorații
- Medalia „Steaua de Aur” asociată titlului de Erou al Uniunii Sovietice (26 aprilie 1944)[5]
- Ordinul Lenin (26 aprilie 1944)[5]
- Medalia „Pentru merit militar” (2 ianuarie 1944)[7]